# 조이 키팅
조이 키팅(Zoë Keating, 1972년 2월 2일 ~ )는 캐나다의 첼로 연주자, 작곡가이다.